# Bonifacio Frigerio
Bonifacio Enrico Frigerio, conte di Brusson (Pont-Saint-Martin, 15 aprile 1764 – Bollengo, 31 agosto 1838) è stato un politico italiano.
In epoca napoleonica fu senatore del Regno d'Italia (1805-1814), governatore di Aosta e presidente delle Diete Valdostane.

## Biografia

### Infanzia e studi
Frigerio era il quarto e l'unico figlio maschio del conte Anselmo Frigerio (1711-1778) e della contessina Cristina de Guirior (1739-1766), unica figlia del marchese Manuel de Guirior, viceré della Nuova Granada e poi viceré del Perù; la famiglia di Bonifacio apparteneva all'antica nobiltà piemontese, e vantava possedimenti in Valle d'Aosta e in provincia d'Ivrea; la famiglia della madre apparteneva invece ad una vecchia ma povera famiglia della nobiltà della Navarra; il padre, il conte Anselmo, era aiutante di campo del re di Sardegna Carlo Emanuele III di Savoia, e prima di questi lo era stato di Vittorio Amedeo II di Savoia, e passava gran parte del suo tempo a Torino, circondato da cortigiani e dalle favorite e si recava nei suoi possedimenti e a trovare la famiglia, che risiedeva a Brusson o a Pont-Saint-Martin, solo poche volte all'anno; essendo la madre, la contessina Cristina morta nel parto dando alla luce la sua ultima figlia, i figli del conte Anselmo furono educati da un padre gesuita e poi dalla loro sorella maggiore, la contessina Costanza (1759-1783); Bonifacio Frigerio e i suoi fratelli ricevettero un'educazione abbastanza estesa, spaziante specialmente nel campo umanistico. Prima di sposarsi nel 1775 con il barone Charles Sarriod de la Tour (1732-1807), Costanza provvide a maritare la sua sorella minore, Alice (1762-1794), e affidò l'educazione degli altri suoi fratelli ai Gesuiti, che gestivano un collegio religioso presso Aosta, dove Bonifacio fu educato.

### Carriera politica
Con la morte del padre nel 1778, Frigerio divenne proprietario dei terreni di famiglia, ma preferì lasciarne l'amministrazione al cognato Sarriod, per continuare gli studi, e prese possesso dei suoi feudi solo nel 1784. Nello stesso anno fu eletto rappresentante della Valle d'Aosta presso la dieta di Torino. Fin da allora Frigerio prese ad avere un'impostazione riformista, cercando di attuare l'abrogazione delle dogane locali e rivolgendo il suo pensiero a riforme a favore della libertà di culto, in modo particolare a favore degli ebrei. Nonostante il suo evidente riformismo, Frigerio si oppose alla Rivoluzione francese, e durante la Prima Campagna d'Italia diretta da Napoleone Bonaparte, egli partecipò come ufficiale dell'esercito sabaudo ed aiutante di campo del principe Benedetto Maria Maurizio di Savoia alla Battaglia di Loano.
Quando nel 1804 Napoleone si proclamò imperatore dei Francesi, Frigerio mutò le sue tendenze antinapoleoniche. Molto ammirativo del Codice Civile, divenne senatore del Regno d'Italia (1805-1814) e ricevette altre cariche amministrative, come quelle di governatore di Aosta e poi di presidente delle Diete Valdostane. Quando l'impero napoleonico cadde, Frigerio, divenuto sostenitore della monarchia costituzionale, si ritirò a vita privata, ma si trovò presto inquadrato nel mirino della polizia reazionaria, e passò alcuni mesi in carcere. Scarcerato, Frigerio prese parte ai moti del 1820-1821, divenendo uno dei capi del gruppo liberale degli insorti che chiese il sostegno di Carlo Alberto. Dopo il fallimento della rivolta, Frigerio fu nuovamente arrestato dalla polizia del regime reazionario di Carlo Felice di Savoia e fu condannato al carcere, che scontò in una fortezza presso Cuneo durante dieci anni, fino all'avvento di Carlo Alberto. Carlo Alberto proclamò un'amnistia per i detenuti politici e il conte Frigerio fu nominato senatore del Regno di Sardegna e cavaliere dell'Ordine dei Santi Maurizio e Lazzaro. Si spense all'età di 74 anni nei suoi possedimenti presso Bollengo.

### Famiglia
Durante la prima occupazione francese, Frigerio si ritirò a vita privata; nel 1795 si era sposato ed ebbe nove figli, dei quali il primo, Cristiano Frigerio (1795-1856), divenne un alto ufficiale dell'esercito sabaudo, mentre il settimo, Galeazzo Frigerio, divenne un importante geografo e fu poi comandante di Assab, in Eritrea. Dopo la morte della moglie, nel 1834 Bonifacio si risposò con la tredicenne Luisa d'Angrogna-Luserna (1821-1836), figlia del marchese Alessandro d'Angrogna-Luserna, dalla quale ebbe altri due figli.